# ガラスの花 (奥華子の曲)
「ガラスの花」（ガラスのはな）は、奥華子の11枚目のシングル。2010年8月4日にポニーキャニオンから発売された。

## 解説
5枚目のアルバム『うたかた』の先行シングル。
期間限定生産の「Tales of Edition」と通常盤の2種類が製作されている。「Tales of Edition」は「テイルズ オブ ファンタジア なりきりダンジョンX」のムービーが収録されたDVDが付属しているほか、収録曲も一部異なる。

## 収録曲

### Tales of Edition（期間限定生産）
Disc1 (CD)
1. ガラスの花
PlayStation Portable用ゲームソフト「テイルズ オブ ファンタジア なりきりダンジョンX」オープニングテーマ
2. 初恋 (Live ver.)
3. 変わらないもの (Live ver.)
4. ガラスの花 (弾き語りver.)
5. ガラスの花 (Instrumental)

Disc2 (DVD)
1. 「テイルズ オブ ファンタジア なりきりダンジョンX」トレーラームービー他

### 通常盤
1. ガラスの花
2. トランプ
3. 初恋 (Live ver.)
4. 一番星 (Live ver.)
5. ガラスの花 (Instrumental)

## 収録アルバム
- うたかた（#1, 通常盤#2）